# Głębowice (Wińsko)
Głębowice (deutsch: Glumbowitz, von 1937 bis 1945 Alteichenau) ist ein Ort in der Landgemeinde Wińsko im Powiat Wołowski der Woiwodschaft Niederschlesien in Polen.

## Sehenswürdigkeiten
- Karmeliterkloster mit der römisch-katholischen Pfarrkirche St. Elias (Kościół pw. św. Eliasza Proroka) wurde 1676 gestiftet. Nach einem Brand 1746–62 wurde die Anlage wiederaufgebaut und nach der Säkularisation 1810 von einer Brennerei übernommen.
- Schloss Glumbowitz mit Landschaftspark aus der ersten Hälfte des 19. Jahrhunderts, im frühen 20. Jahrhundert umgebaut. Ende des 18. Jahrhunderts wurden sie von Graf Gustav Redern erworben. Nach 1804 ließ dessen Sohn Erdmann Gustav das Herrenhaus umbauen. Im Jahr 1842 wurde das Anwesen von Graf Carl Pourtalès gekauft, zusammen mit den angrenzenden Grundstücken mit einer Gesamtfläche von 2200 Hektar. Nach Carls Tod wurde das gesamte Anwesen von Graf Paul de Pourtalès geerbt, der jedoch die französische Staatsbürgerschaft besaß und nach deutschem Recht das Anwesen nicht besitzen konnte. Daraufhin wurden das Schloss und Glumbowitz für 1,9 Millionen Mark an den deutschen Staatsbürger Friedrich Pourtalès übergeben. Friedrich Pourtalès bereicherte den Schloss mit zahlreichen Kunstwerken, die er von seinem Vater geerbt hatte. Nach Kriegsende 1945 wurde das Schloss von der Roten Armee verwüstet und geplündert. Später wurde es vom Staatlichen Landwirtschaftlichen Betrieb bewirtschaftet. Um 1980 gehörte es dem Landwirtschafts- und Industriekomplex „Dolpasz“. Das Gebäude wurde unsachgemäß genutzt und nicht renoviert, in den 1990er Jahren wurde es an die Firma „Inter Dablex“ aus Danzig verkauft. Seither verfällt es. Das Mausoleum der Grafen Pourtalès wurde Anfang des 20. Jahrhunderts errichtet.

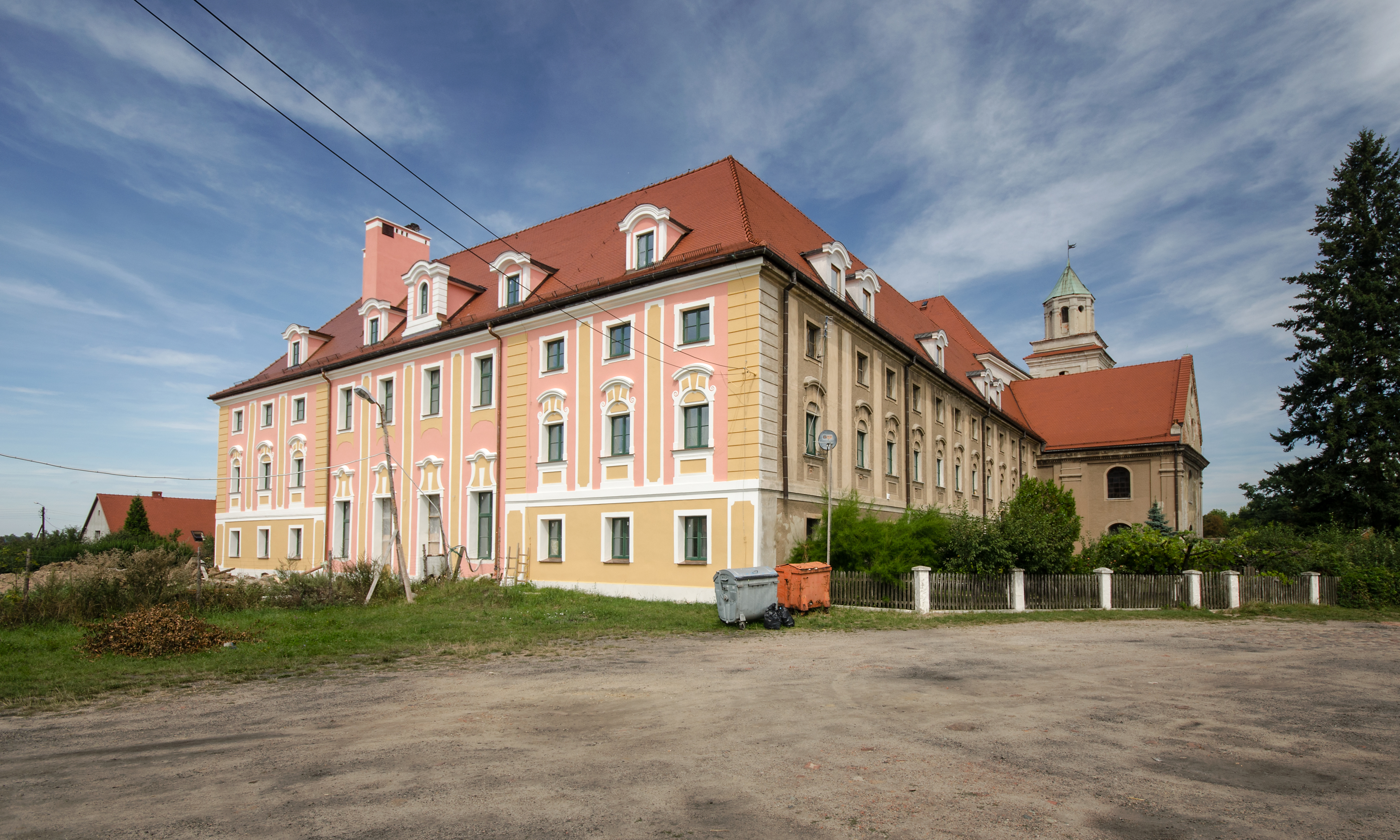
Karmeliterkloster
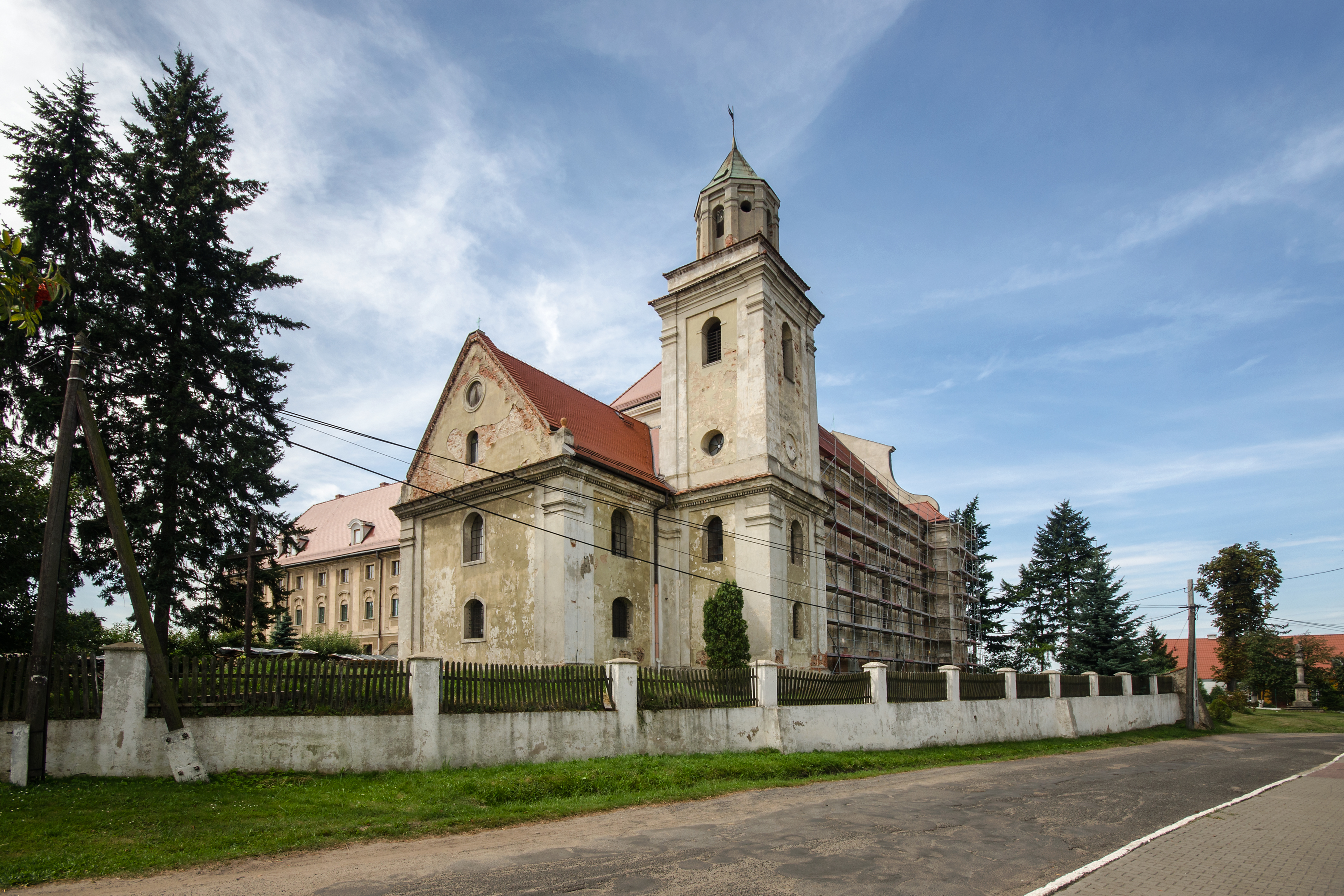
St. Elias
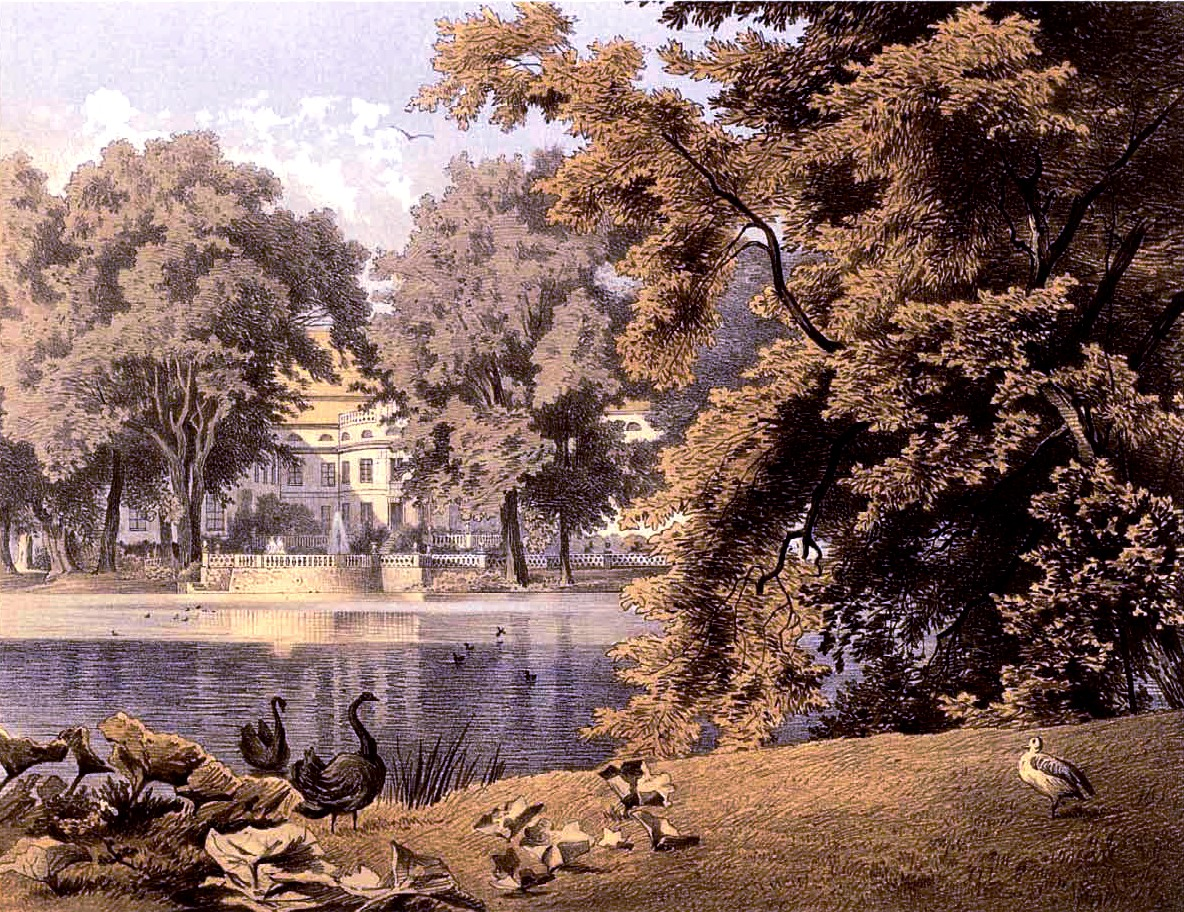
Schloss im 19. Jahrhundert
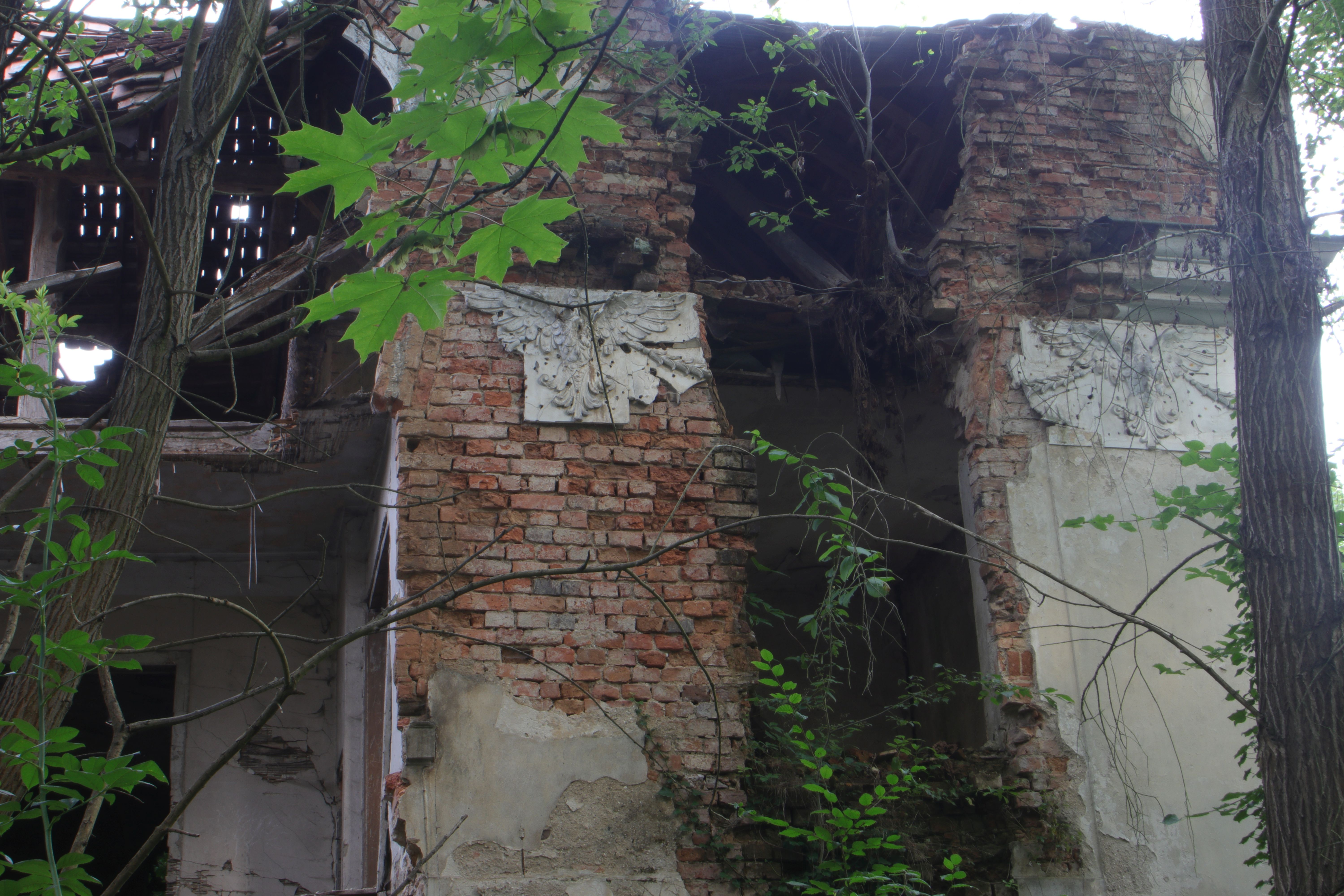
Schlossfassade